# Infothuis
InfoThuis.TV is een Nederlandse regionale televisiezender in de regio Haaglanden, het omvat de gemeenten Den Haag, Westland, Delft, Zoetermeer, Pijnacker-Nootdorp, Rijswijk, Midden-Delfland, Wassenaar en  Leidschendam-Voorburg. De zender ontstond in 1991 als kabelkrant op initiatief van de gemeente Den Haag met steun van kabelmaatschappij Casema. Sinds 2003 is InfoThuis.TV een zelfstandige onderneming. Ron Koene en Richard van Dijk vormden in het begin de directie ervan. Later kwam een splitsing tot stand waarbij Richard van Dijk zich volledig inzette op het bedrijf Infothuis Nieuwe Media (ITNM) en Ron Koene deels voor Infothuis bleef werken tot zijn overlijden in januari 2019. 
Op initiatief van Ton Tabben en Ron Koene werd de kabelkrant getransformeerd tot een Regionaal Televisie station ‘InfoThuis TV’ ook wel bekend als RegioTV InfoThuis. De zender werd gestart op 13 oktober 2003 met Ton Tabben als directeur. Doel was om vanwege de teruglopende populariteit van de kabelkrant een plek te veroveren als commercieel regionaal TV station tussen het bestaande aanbod van publieke regionale televisiezenders. Daarvoor werd ingezet op een herkenbare profilering. 
Qua inhoud werd het bestaande TV aanbod aangevuld met regionale, commerciële programma's waaronder ook nieuwsuitzendingen. Er was daarbij nadrukkelijk ook plaats voor multiculturele televisie. Dit werd gerealiseerd door een samenwerking met Multiculturele Televisie Haaglanden.(MTVH). 
In de begintijd was er ook een aparte editie van Infothuis.TV voor het gebied Westland. 
Teletekst was bij de start van Infothuis.TV een belangrijk aspect. Middels een nieuwsbalk in beeld werden kijkers verwezen naar de berichten die op teletekst (en op internet) in het geheel te bekijken waren. 
De huidige programmering bestaat uit een programmacyclus die ongeveer een uur duurt en de hele dag wordt herhaald. Elke dag van de werkweek zijn er andere programma's. In het weekend worden alle programma's van de afgelopen week herhaald. 

## Bron
- Website van Infothuis